# Herb gminy Krzykosy
Herb gminy Krzykosy – jeden z symboli gminy Krzykosy, ustanowiony 30 kwietnia 2013.

## Wygląd i symbolika
Herb przedstawia na tarczy w czerwonym polu złote koło z kolcami złotymi (ośmiu szprychach), w środku którego miecz obnażony w słup srebrny, (ostrzem do dołu). W podstawie tarczy rzeka–srebrna fala. Fala symbolizuje Wartę, a koło i miecz św. Katarzynę, patronkę parafii w Solcu.